# 絞首架の男
絞首架の男（こうしゅかのおとこ、Der Mann vom Galgen）は、『グリム童話』の初版に収録されている作品である（決定稿の第7版からは削除されている）。

## あらすじ
夜遅く、ある老婆の家にたくさんの客たちがやって来たが、老婆の家には出せる食材が無かった。
老婆は困って絞首台に行き、吊るされている男の腹を裂いて肝臓を取り出して持ち帰り、切り刻んで串に刺して火で炙って塩を降って 客に食べさせた。
客が帰った後、老婆の家の扉を叩く音が聞こえた。
老婆が恐る恐る扉を開けてみると、そこには目がくり抜かれ、頭が禿げていて、肝臓が抜き取られた男が立っていた。
老婆は「どうしてお前には髪の毛が無いんだい？」と尋ねた。
男は「風で吹かれて飛ばされた」と答えた。
老婆は続いて「どうしてお前には目は無いんだい？」と尋ねた。
男は「カラスに啄まれて持っていかれた」と答えた。
最後に老婆は「なんでお前には肝臓が無いんだい？」と尋ねた。
男は答えた。「お前に取られたんだ！」